# 马东河桥村
马东河桥村（法語：Pont-sur-Madon，法語發音：[pɔ̃ syʁ madɔ̃] ⓘ，意为“馬東河上的桥”）是法国大東部大區孚日省的一个市镇，属于埃皮纳勒区。

## 地理
马东河桥村（48°22'11"N, 6°9'11"E）面积3.42 平方千米，位于法国大東部大區孚日省，该省份为法国东北部内陆省份，北起默兹省和默尔特-摩泽尔省，西接上马恩省，南至上索恩省和贝尔福地区省，东临上莱茵省和下莱茵省。
与马东河桥村接壤的市镇（或旧市镇、城区）包括：迪亚维尔、昂巴库尔、马东河畔马兰维尔、马东河畔沃梅库尔、克萨龙瓦勒。

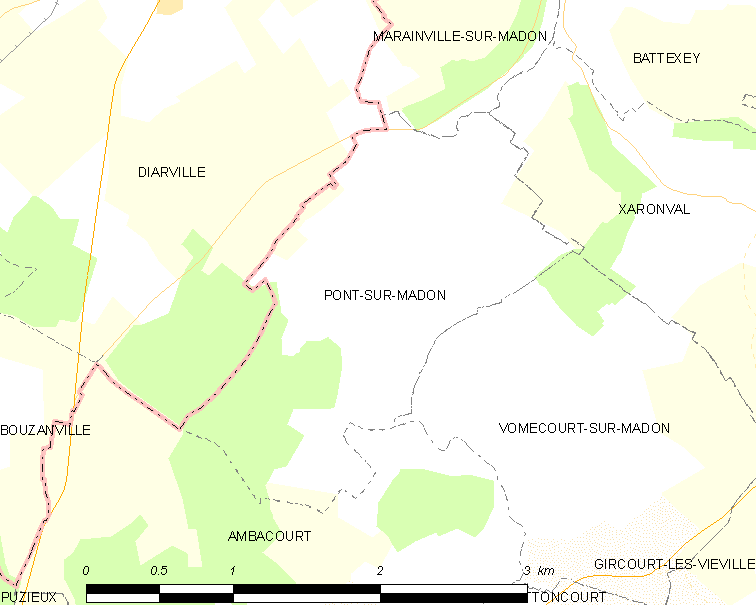
马东河桥村的OSM定位图

马东河桥村的时区为UTC+01:00、UTC+02:00（夏令时）。

## 行政
马东河桥村的邮政编码为88500，INSEE市镇编码为88354。

## 政治
马东河桥村所属的省级选区为沙尔姆县。

## 人口

1962-2008年间马东河桥村人口变化图示

马东河桥村于2022年1月1日时的人口数量为181人。